# Bistum Tagum
Das Bistum Tagum (lateinisch Dioecesis Tagamna) ist eine im Süden der Insel Mindanao auf den Philippinen gelegene römisch-katholische Diözese mit Sitz in Tagum. Es umfasst die Provinzen Davao del Norte (mit Ausnahme der Stadt Island Garden City of Samal) und Davao de Oro.

## Geschichte

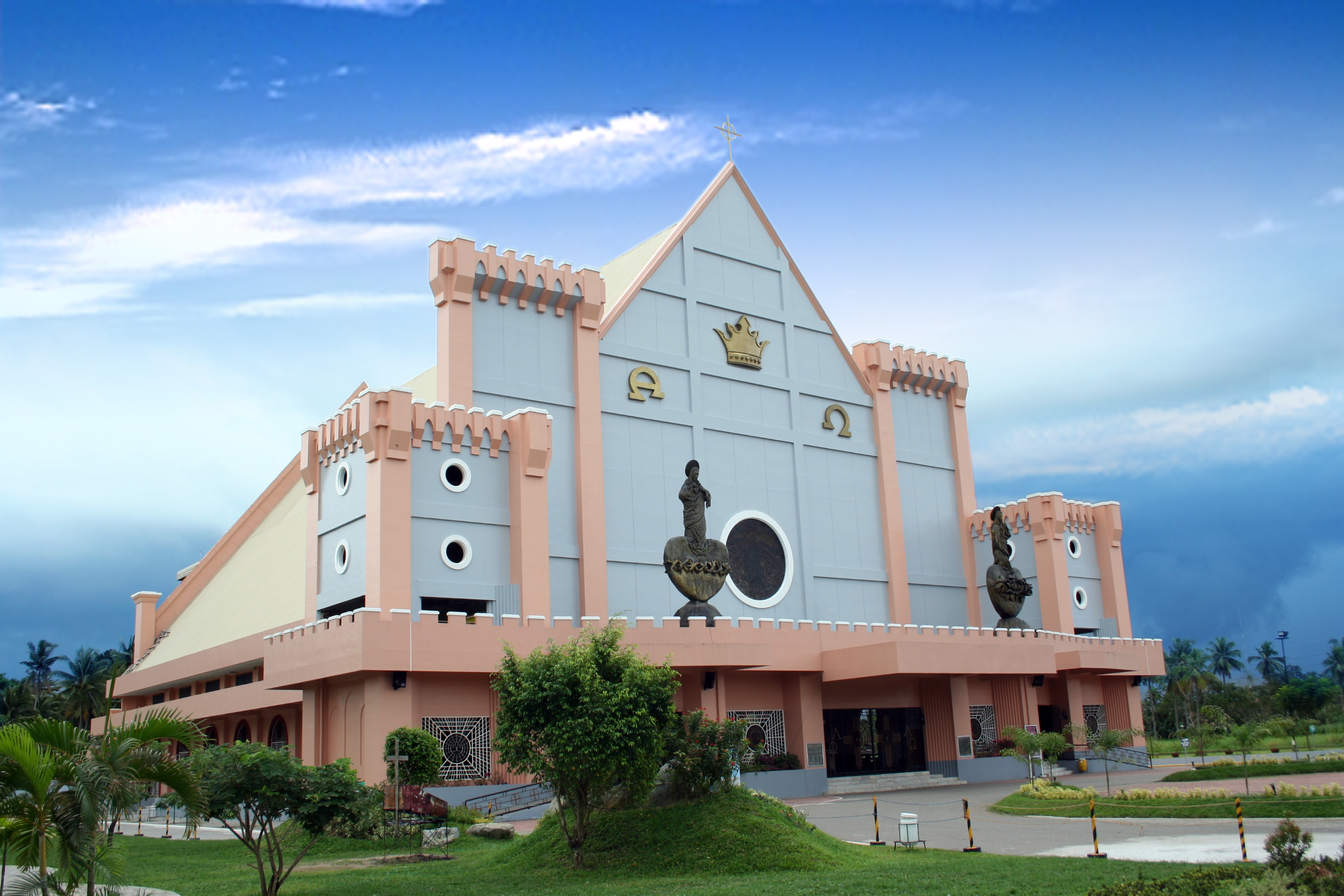
Cathedral of Christ the King

Papst Johannes XXIII. gründete die Territorialprälatur Tagum am 13. Januar 1962 aus Gebietsabtretungen des Erzbistums Davao. 
Mit der Apostolischen Konstitution Qui in Beati Petri am 11. Oktober 1980 wurde es zum Bistum erhoben, das dem Erzbistum Davao als Suffragandiözese unterstellt wurde. Am 16. Februar 1984 verlor es einen Teil seines Territoriums zugunsten der Errichtung des Bistums Mati.

## Ordinarien

### Prälaten von Tagum
- Joseph William Regan MM (1. Februar 1962 – 16. Mai 1980)
- Pedro Rosales Dean (23. Juli 1980 – 11. Oktober 1980)

### Bischöfe von Tagum
- Pedro Rosales Dean (11. Oktober 1980 – 12. Oktober 1985, dann Erzbischof von Palo)
- Wilfredo Manlapaz (31. Januar 1986–7. April 2018)
- Medil Aseo (seit 7. April 2018)